# 박영선 (화가)
박영선(朴泳善, 1910년 4월 10일 ~ 1994년 6월 15일)는 한국의 서양화가이다.

## 생애
평양 출신이다. 1931년 조선미술전람회를 통해 등단한 뒤, 일본에 유학해 가와바타 미술학교를 졸업했다.
일제강점기 말기에 한국과 일본의 서양화가들이 공동 결성한 단광회에 가입해 활동하였고, 호전적인 미술 작품을 전시한 결전미술전에 작품을 출품했다. 이로 인해 2008년 민족문제연구소가 발표한 친일인명사전 수록예정자 명단 가운데 미술 부문에 포함되었다.
광복 후인 1946년 좌익 계열 미술인 모임인 조선미술가동맹이 김주경을 중앙집행위원장으로 추대해 결성되었을 때 중앙집행위원과 회화부 위원장을 맡았으나, 이후 조선미술가동맹이 조선미술동맹으로 개편되는 과정에서 정치 논리가 미술에 개입하는데 대하여 반대하고 순수미술을 옹호하여 우파적 입장을 개진하였다. 이화여자대학교, 홍익대학교, 서라벌예술대학, 중앙대학교 미술대학의 교수를 지냈다. 대한민국예술원 회원을 역임했고, 1969년 3·1문화상, 1982년 국민훈장 문화장을 받았다.
박영선은 누드화를 포함하여 여성을 소재로 한 인물화를 즐겨 그렸다. 색채와 구도를 강조하는 화풍은 서양화의 우아함과 세련됨이 가득하여 현대적인 느낌을 주며, 여성의 얼굴도 서구형으로 묘사된다. 1955년부터 4년간 프랑스에 유학하여 활동하면서 작풍에 큰 변화가 일어나 이 시기를 기점으로 크게 두 시기로 나뉜다. 파리 유학 전에는 사실주의적 경향이 강했으나, 유학 후에는 환상적이고 추상적인 화풍으로 변화했다.

## 같이 보기
- 단광회

## 참고자료
- 이귀열. “독서하는 여인”. 갤러리 대아. 2008년 6월 16일에 확인함.[깨진 링크(과거 내용 찾기)]